# Tony Blundetto
Anthony "Tony" Blundetto fiktivni je lik iz HBO-ove televizijske serije Obitelj Soprano kojeg je glumio Steve Buscemi. On je rođak Tonyja Soprana koji na početku pete sezone serije biva pušten iz zatvora. Blundetto se isprva čini kao smireni i rehabilitirani kriminalac koji je spreman voditi pošten život. Međutim, ubrzo shvaća kako mirni građanski život nije za njega te se na spektakularan način vraća u kriminalne vode: njegovi potezi uvlače zločinačku obitelj DiMeo u borbu za premoć u obitelji Lupertazzi.  

## Pregled lika
Anthony "Tony" Blundetto uveden je u drugoj epizodi pete sezone, "Rat Pack". On je rođak Tonyja Soprana i Christophera Moltisantija. Kako bi ih razlikovali, u djetinjstvu su ih zvali "Tony Uncle Johnny" (Soprano) i "Tony Uncle Al" (Blundetto) po imenima očeva. Blundetto ima troje djece: kćer Kelly i jednojajčane blizance Justina i Jasona, koji su začeti nakon što je njegova sperma prokrijumčarena iz zatvora. Tony B. je vjerojatno najinteligentniji lik koji se pojavio u seriji. U epizodi pete sezone "Unidentified Black Males", otkriveno je kako ima kvocijent inteligencije 158.
Blundetto je 1986. osuđen na 17 godina zatvora zbog otmice kamiona. Tony Soprano je trebao ići zajedno sa svojim rođakom, ali nije stigao zbog napadaja panike, izazvanog odnosom sa svojom majkom. Iako Tony B. ne zna da je to razlog Tonyjeva nepojavljivanja, Tony mu kaže kako su ga u noći pljačke opljačkala dva muškarca. Tony je duboko uvjeren kako mu rođak zamjera što se nije pojavio te noći, što Blundetto poriče.
Blundetto je 2004. oslobođen zajedno s nizom drugih poznatih mafijaša kao što su bivši kapetan Feech La Manna, kapetan u obitelji Lupertazzi Phil Leotardo i bivši consigliere obitelji Angelo Garepe koji se povlači u polumirovinu. Blundetto nakon uvjetnog oslobađanja odlučuje kako će pokušati voditi pošten i skroman građanski život, radeći kao masažer. Tony je naizgled razočaran što je Tony B. odlučio voditi legitimnu karijeru. Tony mu ipak pronalazi posao u prijevozničkoj tvrtki čiji je vlasnik Korejac Kim. Kim ne vjeruje Blundettu i gaji predrasude prema njemu jer je ovaj bivši zatvorenik. No nakon što Kim otkrije kako Tony želi biti masažer, počinje ga gledati s nešto više naklonosti te mu čak ponudi partnerstvo. Uz pomoć Gwen, djevojke koju je upoznao preko interneta u zatvoru, Tony B. polaže državni ispit za masažera i nada se da će pokrenuti obiteljski posao. Kim sređuje Tonyju prazni poslovni prostor u West Caldwellu kako bi pokrenuo masažni salon. U epizodi "Sentimental Education", Tony B. na ulici pronalazi 12.000 dolara, i sve se čini kao u snu. Uspijeva popraviti prostor, ali nakon toga prokocka ostatak novca kockajući po cijele noći i na skupu odjeću. U očaju se obraća rođaku i upita da li još vrijedi ponuda za posao u njegovoj ekipi. 
Ekipa Little Carminea istodobno se počinje udvarati Blundettu preko njegova starog prijatelja iz zatvora, Angela Garepea. U ranijoj epizodi "Where's Johnny?", Phil Leotardo izvodi lažnu likvidaciju kamatarke Lorraine Calluzzo jer se udružila s Little Carmineom tijekom borbe za premoć između Carminea i Johnnyja Sacka. Nakon što Lorraine ne uspijeva dostaviti novac Sacku, Phil daje svojem bratu, Billyju, i njegovom prijatelju Joeyju Peepsu da ubiju Lorraine zajedno s njezinim dečkom i partnerom, Jasonom Evaninom. Kako bi se osvetili, suradnici Little Carminea Rusty Millio i Angelo Garepe ponude posao Blundettu da ubije Joeyja Peepsa ("Marco Polo"). Iako on isprva oklijeva, kasnije prihvaća posao nakon što je shvatio kako ne napreduje u Tonyjevoj ekipi. On ubija Billyja Peepsa i prostitutku u Peepsovu autu.
U epizodi "The Test Dream", Phil i Billy Leotardo ubijaju Angela kako bi osvetili Peepsovu smrt. To razbjesni Blundetta te on pronalazi braću Leotardo, ranjava Phila i ubija Billyja. Pred kraj pete sezone, Tony Soprano nalazi se pod velikim pritiskom da izruči rođaka u ruke Johnnyja Sacka, odnosno kako bi ga do smrti mučio Phil Leotardo. Kako se prijetnja nadvila nad cijelom obitelji, Tony se suočava sa svojim kapetanima, rekavši im kako štiti Blundetta na način na koji bi štitio bilo koga od njih. Ali nakon mnogo predomišljanja, Tony shvaća da mora donijeti mučnu odluku. Uz pomoć kontakta u telefonskoj kompaniji uspijeva pronaći rođaka na farmi te ga ustrijeli iz sačmarice.
Nakon što je Soprano na početku šeste sezone ustrijeljen i pao u komu, njegovi snovi uključuju susret s Blundettom. U njegovu snu, njegov je rođak (na špici potpisan tek kao "Čovjek") portir u čistilištu koji navodi Soprana da napusti svoj mafijaški život i pridruži se svojim voljenima preminulima.

## Ubojstva koja je počinio Blundetto
- Joe Peeps: ubijen po nalogu Rustyja Millia i Angela Garepea (2004.).
- Heather: prostituka ubijena zajedno s Joeom (2004.).
- Billy Leotardo: ubijen zbog ubojstva Angela Garepea (2004.).

## Vanjske poveznice
- Profil Tonyja Blundetta na hbo.com
- Tony Blundetto u internetskoj bazi filmova IMDb-u